# Gerhard Dietrich
Gerhard Dietrich (Brandenburg an der Havel, 12 maggio 1942 – Brandenburg an der Havel, 9 marzo 2024) è stato un ginnasta tedesco, vincitore della medaglia di bronzo nel concorso a squadre ai Giochi olimpici di Città del Messico 1968.

## Biografia
Gerhard Dietrich nacque a Brandenburg an der Havel il 12 maggio 1942.
In carriera vinse anche due bronzi, sempre nel concorso squadre, ai Campionati mondiali di Dortmund 1966 e Lubiana 1970, oltre ai tre terzi posti dei Campionati europei di Tampere 1967 nel volteggio e nel cavallo con maniglie, oltre a quello a squadre.
Morì nella sua città natale il 9 marzo 2024 all'età di 81 anni a causa di una malattia.

## Palmarès
- Giochi olimpici

Città del Messico 1968:bronzo nel concorso a squadre.
- Campionati mondiali

Dortmund 1966: bronzo nel concorso a squadre.
Lubiana 1970: bronzo nel concorso a squadre.
- Campionati europei

Tampere 1967: bronzo nel concorso a squadre, nel volteggio e nel cavallo con maniglie.